# Francisco Valdés Muñoz
Francisco Segundo Valdés Muñoz (19 de març de 1943 - 10 d'agost de 2009) fou un futbolista xilè membre de l'equip xilè a la Copa del Món de 1966.